# Leo Morizewitsch Ginsburg
Leo Morizewitsch Ginsburg (russisch Лео Морицевич Гинзбург, wiss. Transliteration Leo Moricevič Ginzburg; * 30. Märzjul. / 12. April 1901greg. in Warschau, Russisches Kaiserreich; † 1. November 1979, Moskau, Sowjetunion) war ein sowjetischer Dirigent und Hochschullehrer.

## Leben
Leo Ginsburg wurde in Warschau als Sohn einer polnisch-jüdischen Familie geboren. Nach dem Besuch der Klavierklasse an der Musikschule in Nischni Nowgorod bis 1919 ließ er sich bis 1922 zum Chemieingenieur an der Moskauer Höheren Technischen Schule ausbilden. Dann entschied er sich doch für die Musik und studierte Dirigieren am Moskauer Konservatorium bei Nikolai Malko, Konstantin Saradschew und Nikolai Golowanow. Nach seinem Konzert zum Studienabschluss 1928 mit dem Orchester des Bolschoi-Theaters wurde er zur weiteren Ausbildung nach Deutschland geschickt. Dort setzte er seine Studien an der Berliner Hochschule für Musik fort, nahm Dirigierunterricht bei Hermann Scherchen und absolvierte eine Ausbildung an den Opernhäusern der Stadt bei Leo Blech und Otto Klemperer.
Er wirkte als Dirigent ab 1932 beim Allunionsradio und war in den 1930er-Jahren am Aufbau von Orchestern beteiligt, in Minsk und im damaligen Stalingrad, nach dem Krieg in Baku und Chabarowsk. 1940 bis 1941 war er Dirigent des Staatlichen Sinfonieorchesters der UdSSR und 1945 Mitgründer des Opern- und Ballett-Theaters Nowosibirsk. Er leitete 1945 bis 1948 das Sinfonieorchester der Aserbaidschanischen SSR und 1950 bis 1954 das Moskauer Staatliche Akademische Sinfonieorchester. Ginsburg dirigierte zahlreiche Uraufführungen von Werken sowjetischer Komponisten, u. a. die 13. und 15. Sinfonie von Nikolai Mjaskowski, das Klavierkonzert von Aram Chatschaturjan und die 2. Sinfonie von Kara Karajew. Außerdem dirigierte er das traditionelle deutsche Repertoire, vor allem Bach, Beethoven, Brahms und Wagner. Mit ihm konzertierten Interpreten wie Marija Judina und Dawid Oistrach.
Gleichzeitig war er als Hochschullehrer tätig und unterrichtete von 1930 bis zu seinem Tod 1979 am Moskauer Konservatorium, ab 1939 als Professor, zeitweise als Leiter der Dirigierfakultät (1940–1943, 1956–1961). Als Pädagoge prägte er Generationen von Dirigenten, u. a. Weronika Dudarowa, Fuat Mansurow, Dmitri Kitajenko, Pawel Kogan, Wladimir Fedossejew, Michail Jurowski und Enrique González Mántici, aber auch Komponisten wie Nikolai Korndorf, Wjatscheslaw Owtschinnikow sowie Interpreten wie Mstislaw Rostropowitsch.
Leo Ginsburg starb Anfang November 1979 in Moskau.